# دودوزه‌باز (لاست)
دودوزه‌باز   نام هشتمین قسمت مجموعه تلویزیونی لاست است.

## داستان
این قسمت مربوط به اتفاقاتی که در گذشته برای ساویر افتاده است و گذشته‌اش را به خاطر می‌آورد.